# Макарій (Папіш)
Макарій (в миру: Па́піш Мико́ла Васи́льович; нар. 22 листопада 1980, с. Луки Самбірського району Львівської області) — архімандрит Православної Церкви України (до 15 грудня 2018 року — Української Православної Церкви Київського Патріархату), намісник Свято-Феодосіївського ставропігійного чоловічого монастиря міста Києва.

## Життєпис
Народився 22 листопада 1980 року в с. Луки Самбірського району Львівської області в селянській родині.
Після успішного закінчення навчання у Луківській середній школі, в 1998 році вступив на історичний факультет Дрогобицького державного педагогічного університету імені Івана Франка. У 2002 році отримав базову вищу освіту та здобув кваліфікацію бакалавра педагогічної освіти, вчителя історії основної школи. 
Навчаючись на 5-му курсі Дрогобицького педагогічного університету, одночасно вступив у Київську Духовну Семінарію у 2002 році.
У 2003 році захистив наукову роботу на тему: «Перемишльська Православна єпархія в XVI-му столітті»; отримав диплом спеціаліста та здобув кваліфікацію вчителя історії та українознавства. 
26 серпня 2003 року прийняв чернечий постриг у Свято-Михайлівському Золотоверхому монастирі міста Києва з ім’ям Макарій на честь священномученика Макарія, митрополита Київського.
11 вересня 2003 року Митрополитом Київським Філаретом був рукоположений в сан ієродиякона за Божественною Літургією у Свято-Володимирському кафедральному соборі міста Києва.
У 2006 році закінчив Київську Духовну Семінарію.
9 квітня 2007 року під час Божественної Літургії у Свято-Михайлівському монастирі Святійшим Патріархом Філаретом був нагороджений подвійним орарем. 
13 квітня 2008 року був рукопокладений Святійшим Патріархом у сан ієромонаха за Божественною Літургією у Свято-Володимирському кафедральному соборі міста Києва.
У 2008 році закінчив Київську Православну Богословську Академію, отримав освітній ступінь магістра Богослов’я.
13 липня 2008 року, в День святкування 900-ліття Свято-Михайлівського Золотоверхого монастиря [Архівовано 23 жовтня 2021 у Wayback Machine.], за Божественною Літургією, був нагороджений наперсним хрестом з рук Патріарха Київського і всієї України.
У травні 2010 року Указом Святійшого Патріарха нагороджений Орденом Святого Архістратига Михаїла за заслуги з відродження духовності в Україні та утвердження Помісної Української Православної Церкви.
25 квітня 2011 року возведений в сан ігумена Указом Патріарха Філарета.
Від 29 грудня 2011 року Указом Святійшого Патріарха призначений головою недільних шкіл Управління у справах молоді.
Від 4 січня 2013 року Указом Святійшого Патріарха Київського і всієї України Філарета став насельником Свято-Михайлівського Золотоверхого чоловічого монастиря міста Києва.
Після смерті попередника, єпископа Феодосія (Пайкуша), ігумен Макарій (Папіш) був покликаний намісником Свято-Феодосіївського ставропігійного чоловічого монастиря міста Києва.
8 січня 2013 року, під час Божественної літургії в Михайлівському Золотоверхому монастирі, ігумен Макарій (Папіш) возведений у сан архімандрита.